# José Ribeiro Navarro
José Ribeiro Navarro (Barbacena, ? - ?) foi um político brasileiro do estado de Minas Gerais.
José Ribeiro Navarro formou-se na Faculdade Livre de Direito do Rio de Janeiro em 1916. Foi vereador em Barbacena no período de 1935 a 1937. Foi presidente da Câmara Municipal em 1936.
Foi deputado estadual em Minas Gerais pelo PSD na 1ª Legislatura (1947 a 1951), tendo sido o candidato mais votado em Barbacena. Ficou como suplente na na 2ª Legislatura (1951 a 1956).
Em 1958 disputou a prefeitura de Barbacena pela UDN, sendo derrotado pelo candidato do PSD, Amilcar Henrique Savassi.